# Max Lamberty
Max Lamberty (Sint-Gillis, 31 december 1893 - Brussel, 13 augustus 1975) was een Vlaams cultuurfilosoof en leidend intellectueel van de Vlaamse Beweging.

## Biografie
Lamberty was de zoon van een vroeggestorven Waalse vader, terwijl zijn moeder, Anna Maria De Raet, een zus was van de vrijgezel Lodewijk de Raet, die bij haar kwam inwonen en zorgde voor de opvoeding van haar beide zoons. Onder zijn invloed werden ze Vlaamsgezind.
Hij voltooit zijn middelbaar onderwijs aan het Koninklijk atheneum van Brussel en begint in 1914 te studeren aan de Université libre de Bruxelles. Dit moet hij stopzetten door de oorlog en begint in 1915 te werken voor een Duitse verzekeringsmaatschappij. In 1917-18 was hij studiemeester in Gent en tevens student aan de Von Bissinguniversiteit. Vanaf 1918 werkte hij, door bemiddeling van Camille Huysmans voor de Socialistische Internationale en voor de Belgische Werkliedenpartij.
In 1925 werd hij ambtenaar bij de Kamer van volksvertegenwoordigers. Hij bleef tevens actief binnen de BWP, meer bepaald binnen het tijdschrift Ontwikkeling, waarin hij, onder verschillende pseudoniemen, artikels publiceerde over de Vlaamse Beweging.
Op latere leeftijd hernam hij zijn universitaire studies. Aan de Rijksuniversiteit Gent werd hij licentiaat (1940) en doctor (1947) in de sociale wetenschappen. Vanaf 1945 was hij docent in de algemene sociologie aan het Universitair Instituut voor Overzeese Gebieden in Antwerpen.
In 1936-1938 was Lamberty privésecretaris van minister Désiré Bouchery. Van 1940 tot 1944 werkte hij op het ministerie van Economische Zaken en vanaf september 1944 hernam hij zijn werk bij de Kamer.
In 1956 werd hij docent, hoofd van de sectie sociale wetenschappen, aan de Koninklijke Militaire School. Hij werd emeritus in 1963.
Hij was medestichter van de volkshogeschool Stichting Lodewijk de Raet en werd er algemeen voorzitter van.
Hij was na de Tweede Wereldoorlog medewerker aan Rommelpot (1945-1949).
Max Lamberty was getrouwd met Fanny Leys (Borgerhout, 1907 - Ukkel, 2001), die directeur was bij de Senaat.

## Zienswijzen
Zijn benadering was sterk geïnspireerd door de idealistische filosofie van Georg Hegel, maar kreeg toch een eigen cultuurfilosofisch profiel.
Belangwekkend is zijn Philosophie der Vlaamsche Beweging. Hierin beschreef hij de ideeën en gevoelens die samen 'Vlaamsgezindheid' worden genoemd. Volgens hem was de geschiedenis van de Vlaamse Beweging, de geschiedenis van het ontstaan, de groei en de overwinning van de Vlaamsgezindheid.
Een synthese van zijn cultuurfilosofische denken is te vinden in de Roeping van het Westen.